# جولي (قناة)
جولي (بالفرنسية: Gulli)‏ هي شبكة تلفزيون فرنسية مخصصة لبرامج الأطفال. وهي متاحة في التلفزيون الرقمي الأرضي..
القناة هي نتيجة شراكة بين لاغاردي رأكتيف و تلفزيون فرنسا. وقد تم إيضاح الأول في هذا الموضوع لمدة 20 عاما بقناته كانال جاي والعديد من الاختلافات، والثانية استثمرت بكثافة في برامج الأطفال (لفئة العمرية 6-12) من خلال وحدة برنامج الشباب في فرنسا 3. في 20 ديسمبر 2013 ، تم التوصل إلى اتفاق من حيث المبدأ بين لارجادير أكتيف و تلفزيون فرنسا لإعادة شراء أسهم شركة تلفزيون فرنسا . تم الانتهاء من عملية الاستحواذ في 29 أكتوبر 2014 عن طريق نقل 34٪ التي عقدها التلفزيون الفرنسي لمدة 25 مليون يورو.

## برامج

### لايف-أكشن
- A.D.O.S.
- ديفرنت ستروكس
- قلعة بويار (برنامج مسابقات) (Rebroadcast from فرنسا 2)
- هرقل : الرحلات الأسطورية (مسلسل)
- آي كارلي
- معاقب مدى الحياة
- وايب أوت
- آي دريم
- بنات غيلمور
- أمير بيل إير الحيوي (مسلسل)
- بيويتشد
- كاميرون كينيدي  [لغات أخرى]‏
- ميرلين (مسلسل)
- ميشين إمبوسيبول (مسلسل)
- مستر بين
- الساحرة المراهقة سابرينا (مسلسل)
- خطوة بخطوة (مسلسل)
- معاقب مدى الحياة
- حياة أكثر جمالا
- الساحرة المراهقة سابرينا (مسلسل)
- أنقذه الجرس (مسلسل)
- تليتبيز
- فيكتوريوس
- بيتي القبيحة (مسلسل)
- زينا: الأميرة المحاربة

### الكارتون
- وقت المغامرة
- أكاديمية سلاح الجو الأمريكي
- أتوميك بيتي
- بيدامان كروس فاير
- باكوغان
- المعركة الحديدية بي بليد
- المعركة الحديدية بي بليد
- كاليميرو
- كامب لازلو
- ستروبيري شورت كيك (مسلسل)
- حروف السكر
- كركر وعبقر
- حديقة المرح
- مغامرات بادينغتون
- مغامرات الدب البني الصغير
- دينوفروز
- ملك الديناصورات
- داني المهضوم
- إد، إدد وإدي
- كرة القدم في الحي
- كرة قدم المجرات
- إلى بليك!
- غورميتي (مسلسل تلفزيوني 2012)
- فريق البطل: 108
- هاي هاي بوفي امي يومي (مسلسل)
- كان يا ما كان الحياة (مسلسل)
- كان يا ما كان المكتشفون
- حدث ذات يوم كوكب الأرض
- أبطال الكرة
- المحقق غادجيت
- إنفيزيمالس
- جومانجي (مسلسل)
- حياة جونيبر لي
- مزرعة المشاغبين
- فريق الأشرار
- النمر الوردي (شخصية كرتونية)
- العملاقة الصغيرة
- ليدي أوسكار
- كركرتون
- ميكسلز
- مغامرات تشاك والأصدقاء
- مات هاتر
- مغامرات دي لوك وشاربي
- الأحلام الذهبية
- السنافر (مسلسل)
- فتيات القوة
- ليتليست بيت شوب (سلسلة 2012)
- لاكي لوك
- مارتن ميستري
- ماكس ستيل (مسلسل 2013)
- نادي مكافحة الوحوش
- تحدي الوحوش والفضائيين (مسلسل)
- ليغو فرسان نكسو
- أولاد الجيران
- إلى بليك!
- أوغي والصراصير
- أورسن وأوليفيا
- بوكيمون (أنمي)
- بابي إن ماي بوكيت: آدفينشيرز إن بوكيتفيل
- الأرنب ريكيت
- مغامرات في جزيرة مهجورة
- روبوكار بولي
- الفتى الآلي
- التنانين المرحة
- سكان تو غو
- شرلوك هولمز (أنمي)
- سوكي فو
- بوم (مسلسل تلفزيوني)
- أروع جواسيس
- سبيرو
- ليتل (فيلم)
- سوبر وينجز
- فريق النجوم
- فرسان التنكاي
- توماس والأصدقاء
- تيتوف (مسلسل)
- مغامرات توم سوير (أنمي)
- ترانسفورمرز: برايم
- ترانسفورمرز: ريسكيو بوتس
- ترانسفورمرز: روبوتس إن ديسغايز
- نادي وينكس
- وودي نقار الخشب
- محاربو الشاولين (مسلسل تلفزيوني)

## وصلات خارجية
- الموقع الرسمي